# Plagiopsetta
Plagiopsetta es un género de peces de la familia Samaridae, del orden Pleuronectiformes. Este género marino fue descrito científicamente en 1910 por Victor Franz.

## Especies
Especies reconocidas del género:
- Plagiopsetta glossa V. Franz, 1910
- Plagiopsetta gracilis Mihara & Amaoka, 2004
- Plagiopsetta stigmosa Mihara & Amaoka, 2004